# Eduardo Pimentel
Eduardo Pimentel Murcia (26 maggio 1959) è un ex calciatore colombiano, di ruolo centrocampista.

## Caratteristiche tecniche
Giocava come centrocampista difensivo.

## Carriera

### Club
Pimentel debuttò in massima serie colombiana nella stagione 1982 con la maglia del Millonarios: dopo due stagioni e 51 presenze passò all'América di Cali, con cui disputò il campionato 1984 da titolare, vincendo il titolo. Tornò dunque al Millonarios, con cui rimase per cinque stagioni: vinse due titoli consecutivi nel 1987 e nel 1988: al termine della sua esperienza al Millonarios contò 235 presenze con 10 gol. Nel 1990 passa nuovamente all'América, vincendo il campionato; dopo la sua quinta vittoria di un titolo nazionale nel 1992, Pimentel passa al Deportivo Pereira per la stagione 1993. Nel 1994 giocò per l'Independiente Medellín, e nel 1995 tornò al Deportivo Pereira, ove chiuse la carriera in seguito al campionato 1995-1996.

### Nazionale
Pimentel conta 7 presenze in Nazionale colombiana, tutte ottenute nel 1991; fu convocato per la Copa América 1991, e debuttò nella competizione il 15 luglio contro l'Uruguay a Viña del Mar. Giocò poi da titolare in tutte le 3 gare del girone finale contro Cile, Brasile e Argentina.

## Palmarès
- Campionato colombiano: 5

América: 1984, 1990, 1992
Millonarios: 1987, 1988